# Bandicota
Genre
Bandicota est un genre de rongeurs de la sous-famille des Murinés.

## Liste des espèces
Ce genre comprend les espèces suivantes :
- Bandicota bengalensis (Gray and Hardwicke, 1833) - rat bandicot du Bengale
- Bandicota indica (Bechstein, 1800)
- Bandicota savilei Thomas, 1916